# Franz Hasil
Franz Hasil (* 28. července 1944, Vídeň) je bývalý rakouský fotbalista, záložník. Po skončení aktivní kariéry působil jako trenér.

## Fotbalová kariéra
Hrál za SK Rapid Vídeň, FC Schalke 04, Feyenoord, Austrii Klagenfurt, SV Sankt Veit a First Vienna FC 1894. Rakouskou bundesligu vyhrál s Rapidem Vídeň třikrát a nizozemskou ligu vyhrál v roce 1971 s Feyenoordem, rakouský pohár vyhrál s Rapidem v roce 1968. V Poháru mistrů evropských zemí nastoupil ve 23 utkáních a dal 3 góly, v Poháru vítězů pohárů nastoupil v 5 utkáních a v Poháru UEFA nastoupil v 9 utkáních a dak 5 gólů. V roce 1970 Pohár mistrů evropských zemí s Feyenoordem vyhrál. V Interkontinentálním poháru nastoupil ve 2 utkáních a pohár v roce 1970 s Feyenoordem vyhrál. Za rakouskou reprezentaci nastoupil v letech 1963-1974 ve 21 utkáních a dal 2 góly.

## Ligová bilance
| Ročník                                | Zápasy | Góly | Klub               |
| ------------------------------------- | ------ | ---- | ------------------ |
| Rakouská fotbalová Bundesliga 1962/63 | 14     | 4    | SK Rapid Vídeň     |
| Rakouská fotbalová Bundesliga 1963/64 | 10     | 1    | SK Rapid Vídeň     |
| Rakouská fotbalová Bundesliga 1964/65 | 21     | 2    | SK Rapid Vídeň     |
| Rakouská fotbalová Bundesliga 1965/66 | 26     | 7    | SK Rapid Vídeň     |
| Rakouská fotbalová Bundesliga 1966/67 | 12     | 2    | SK Rapid Vídeň     |
| Rakouská fotbalová Bundesliga 1967/68 | 20     | 2    | SK Rapid Vídeň     |
| Německá fotbalová Bundesliga 1968/69  | 23     | 5    | FC Schalke 04      |
| Eredivisie 1969/70                    | 31     | 9    | Feyenoord          |
| Eredivisie 1970/71                    | 30     | 13   | Feyenoord          |
| Eredivisie 1971/72                    | 34     | 7    | Feyenoord          |
| Eredivisie 1972/73                    | 17     | 6    | Feyenoord          |
| Rakouská fotbalová Bundesliga 1973/74 | 32     | 3    | Austria Klagenfurt |
| Rakouská fotbalová Bundesliga 1974/75 | 35     | 6    | Austria Klagenfurt |
| Rakouská fotbalová Bundesliga 1975/76 | 31     | 3    | Austria Klagenfurt |
| CELKEM 1. nizozemská liga             | 263    | 7    |                    |